# Jean-Baptiste Descroix-Vernier
Pour les articles homonymes, voir Vernier.
Jean-Baptiste Descroix-Vernier, né le 8 septembre 1970 à Lyon, est un dirigeant d'entreprise et philanthrope français. Avocat de 1992 à 1999, chef d'entreprise de 2001 à 2017, il a fondé la société Rentabiliweb en 2002 qui fut introduite en bourse en 2006 et cédée à Natixis en 2017. Il se consacre depuis au développement de la fondation Descroix-Vernier, et mécène la science éthique avec le prix Descroix-Vernier EthicScience. 

## Biographie

### Enfance et études
Jean-Baptiste Descroix-Vernier grandit dans une famille modeste de la banlieue de Lyon. Il obtient son bac à 16 ans et commence des études de droit avant de se tourner vers la prêtrise. Il abandonne le séminaire, obtient une licence de droit privé, une maîtrise en droit des affaires et un DESS de droit des affaires et fiscalité à l’université Lyon 3. Il obtient ensuite un diplôme de juriste conseil d’entreprise avant d'intégrer l’Institut de droit et d’économie des affaires (IDEA), où il obtient un certificat d’aptitude à l’administration d’entreprise. Il réussit le certificat d’aptitude à la profession d’avocat et intègre le barreau de Lyon en 1993,.

### Carrière
En 1993, Descroix-Vernier ouvre un cabinet d'avocat spécialisé dans le droit des affaires où il défend plusieurs entreprises du secteur des multimédias cotées en Bourse. En 1999, il quitte le barreau et devient administrateur de Newtech Interactive. Il lance la revue d’actualité boursière Bourse Magazine, qu’il revend un an plus tard au groupe Robert Lafont,.
En 2001, Descroix-Vernier fonde l'entreprise de solutions en micropaiement Rentabiliweb. Après une croissance rapide, le groupe fait son entrée en Bourse en 2006 sur le segment Alternext d'Euronext, puis est transféré sur Euronext. Il compte parmi ses actionnaires François-Henri Pinault, Bernard Arnault, Stéphane Courbit, Jean-Marie Messier, Pierre Bergé, et les groupes Natixis et AXA. En 2010, Rentabiliweb devient un établissement de paiement agrée par la banque de France,. En mars 2016, Descroix-Vernier quitte la présidence de Rentabiliweb - devenue Dalenys. Il demeure président du conseil d'administration jusqu’en octobre 2017, date à laquelle son groupe est cédé à Natixis,. En 2019, il mène Natixis devant les tribunaux pour transiger une incrémentation du prix final de la vente de son groupe.
Proche de Bernard-Henri Lévy, il réalise le site internet du philosophe archivant l'ensemble de ses prises de position publiques. Dans son livre La Guerre sans l'aimer, Lévy qualifie Descroix-Vernier de « magicien d'Oz de l'Internet ». Après s'être opposé publiquement à la loi Hadopi en 2009, Nicolas Sarkozy le charge de créer le premier Conseil national du numérique (CNNum). Il y occupe la fonction de vice-président, chargé de la commission des libertés et de la protection de l’enfance du 2 mai 2011 au 5 juillet 2012. En 2012, il propose ses services de campagne numérique et d'e-réputation à Nicolas Sarkozy pour un montant cumulé supérieur à 1,5 million d'euros. En 2013, en partenariat avec l'agence de communication Image 7 d'Anne Méaux, il crée l'agence d'e-réputation Repu7ation. La même année, il participe à la création du Syndicat National du Marketing à la Performance qu'il préside.
En mai 2018, Descroix-Vernier formule cinq propositions aux députés de la Mission sur la ressource en eau de la Commission du développement durable de l'Assemblée nationale en matière d'accès à l'eau. En 2019, il se joint à 200 personnalités françaises pour réclamer la fin de l'élevage intensif.

### Philanthropie
Descroix-Vernier fait partie des rares fortunes françaises à avoir partagé sa fortune de son vivant. En 2002, il crée la Fondation Descroix-Vernier qui, uniquement financée par son patrimoine, a pour mission de sauver des vies (humaines, animales, végétales), principalement les plus faibles et les plus menacées en priorité,. Depuis sa création, la fondation a apporté de l'eau potable à plus d'un demi-million de personnes, essentiellement en Afrique sub-saharienne où Descroix-Vernier est surnommé l'« ange de l'eau »,. En 2024, le magazine Challenges évalue à 65 millions d'euros la somme totale donnée à des associations par la fondation. La fondation a donné aux refuges pour animaux handicapés ou ayant été martyrisés, aux réseaux régionaux de la Banque alimentaire, pour la cartographie thématique dédiée aux tortues marines en Nouvelle-Calédonie,. La fondation soutient, entre autres, les associations L214, One Voice, Tremplin, le Secours Catholique et Hydraulique Sans Frontière.
En 2022, le prix EthicScience, créé par le comité scientifique Pro Anima avec le soutien de Théodore Monod et récompensant les programmes de recherche exempts d'expérimentation animale, devient le prix Descroix-Vernier EthicScience. L'année suivante, le prix est doté de la somme de 110 000 euros décernée à trois équipes de chercheurs.
Descroix-Vernier est propriétaire du domaine Descroix-Vernier, un terrain de plusieurs centaines d'hectares dans la Dombes, où il développe la pisciculture dans les nombreux étangs qui s'y trouvent ainsi que l’agriculture traditionnelle. La gestion du domaine a été confiée à sa fondation,. En 2024, le domaine reçoit l'autorisation de lancer la culture de crevettes géantes dans ses étangs.

## Distinctions
- 2023 :  Chevalier de l'ordre du Mérite agricole[38]

## Vie personnelle
À 21 ans, il est présenté comme « le plus jeune franc-maçon de France », engagement qu'il confirme avoir eu pendant neuf ans.
Jean Baptiste Descroix-Vernier a vécu plusieurs années sur une péniche à Amsterdam, d'où il dirigeait ses entreprises. En tant que dirigeant de Rentabiliweb, il se versait un salaire net mensuel de 3 900 euros et effectuait ses apparitions médiatiques en dreadlocks, kilt et bottes cloutées.
En 2008, il entre dans le palmarès des grandes fortunes de France, à la 445e place, avec un patrimoine estime à 66 millions d'euros par le magazine Challenges. En 2014, il se maintenait en 452e place avec un patrimoine estimé à 95 millions.

### Reportages
- Mireille Dumas interviewe Jean-Baptiste Descroix-Vernier, Vie privée, vie publique, novembre 2011
- Un millionnaire français d'un nouveau genre, Complément d'enquête, janvier 2015
- Humanitaire - Un millionaire pour les plus démunis, Télématin, juin 2018
- Prix DVES 2025, palais du Luxembourg, mai 2025